# Burlington (Kansas)
Burlington is een plaats (city) in de Amerikaanse staat Kansas, en valt bestuurlijk gezien onder Coffey County.

## Demografie
Bij de volkstelling in 2000 werd het aantal inwoners vastgesteld op 2790.
In 2006 is het aantal inwoners door het United States Census Bureau geschat op 2721, een daling van 69 (-2,5%).

## Geografie
Volgens het United States Census Bureau beslaat de plaats een oppervlakte van
5,3 km², geheel bestaande uit land. Burlington ligt op ongeveer 315 m boven zeeniveau.

## Plaatsen in de nabije omgeving
De onderstaande figuur toont nabijgelegen plaatsen in een straal van 24 km rond Burlington.